# (16956) 1998 MQ11
(16956) 1998 MQ11 ist ein Asteroid aus der Gruppe der Jupiter-Trojaner. Damit werden Asteroiden bezeichnet, die auf den Lagrange-Punkten auf der Bahn des Jupiter um die Sonne laufen.
(16956) 1998 MQ11 wurde am 19. Juni 1998 im Verlauf des LINEAR-Projekts am Lincoln Laboratory ETS (IAU-Code 704) bei Socorro entdeckt. Er ist dem Lagrangepunkt L5 zugeordnet.